# Pobbathiri Township
Pobbathiri Township (Birmaans: ပုဗ္ဗသီရိမြို့နယ်) is een van de acht townships van Naypyidaw Union Territory, Myanmar. 